# Perdagangan III
Perdagangan III is een bestuurslaag in het regentschap Simalungun van de provincie Noord-Sumatra, Indonesië. Perdagangan III telt 8358 inwoners (volkstelling 2010).